# Sole

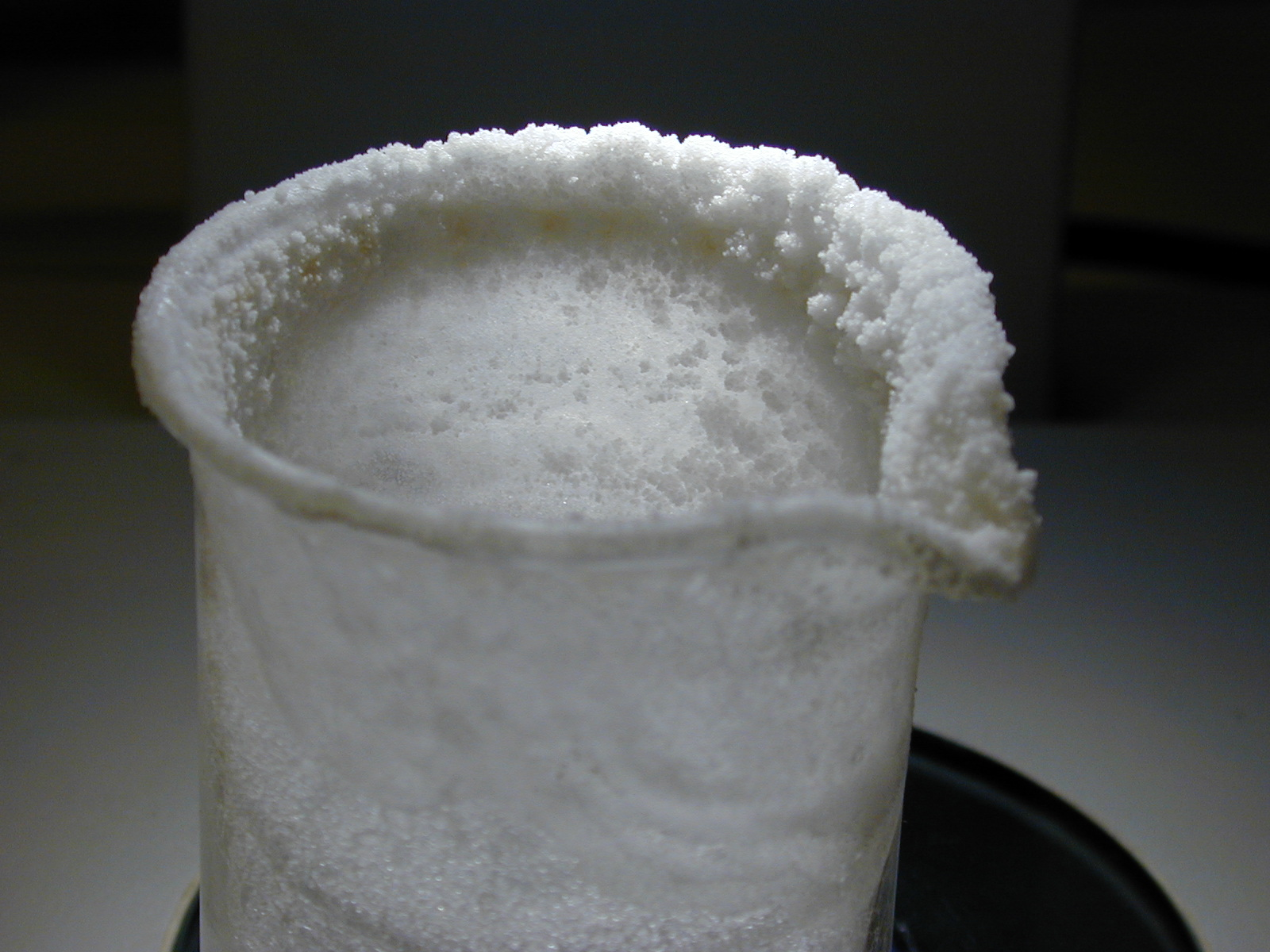
Chlorek sodu wykrystalizowany na ściankach zlewki

Sole – związki chemiczne będące produktami reakcji kwasu z zasadą, w wyniku której labilne atomy wodoru kwasu (wszystkie lub ich część) zostają zastąpione innymi atomami lub grupami o ładunku dodatnim.
Sole składają się z ujemnego anionu (tak zwanej reszty kwasowej) i dodatniego kationu. Ich ogólny wzór to {\displaystyle \mathrm {M} _{a}^{m+}\mathrm {A} _{m}^{a-},} gdzie:
- {\displaystyle \mathrm {M} } – kation metalu lub inny (np. jony amonowe NH+4 lub kationy organiczne typu XR+4, gdzie X = {N, P, As,...}, R – dowolna grupa organiczna),
- {\displaystyle \mathrm {A} } – anion reszty kwasowej,
- {\displaystyle m} – wartościowość metalu,
- {\displaystyle a} – wartościowość reszty kwasowej.

Nazewnictwo soli nieorganicznych jest zgodne z ogólnymi zasadami nomenklatury chemii nieorganicznej.
Sole stosowane są jako nawozy mineralne, w budownictwie, komunikacji, przemyśle spożywczym i wielu innych. Występują w przyrodzie, na przykład jako minerały lub w organizmach żywych.

## Podział
Wyróżnia się:
- sole obojętne, w których nie występują ani grupy hydroksylowe, ani kwasowe atomy wodoru
- hydroksosole (sole zasadowe[a]) – zawierające grupy hydroksylowe pochodzące z wyjściowej zasady, zwane solami zasadowymi
- wodorosole (sole kwasowe[a]) – zawierające kationy wodoru pochodzące z wyjściowego kwasu, zwane solami kwaśnymi
- sole podwójne (mieszane) – tworzące kryształy zbudowane z dwóch soli prostych, np. KCl·MgSO
4·3H
2O. W przeciwieństwie do soli kompleksowych sole podwójne dysocjują na jony tak jak mieszanina ich składników.
- sole kompleksowe – związki kompleksowe o charakterze soli, w których metal jest atomem centralnym i wraz ze swoimi ligandami tworzy anion, jak w żelazicyjanku potasu, K
3[Fe(CN)
6], lub kation, jak w chlorku tetraaminamiedzi, [Cu(NH
3)
4]Cl
2[4].

## Właściwości soli

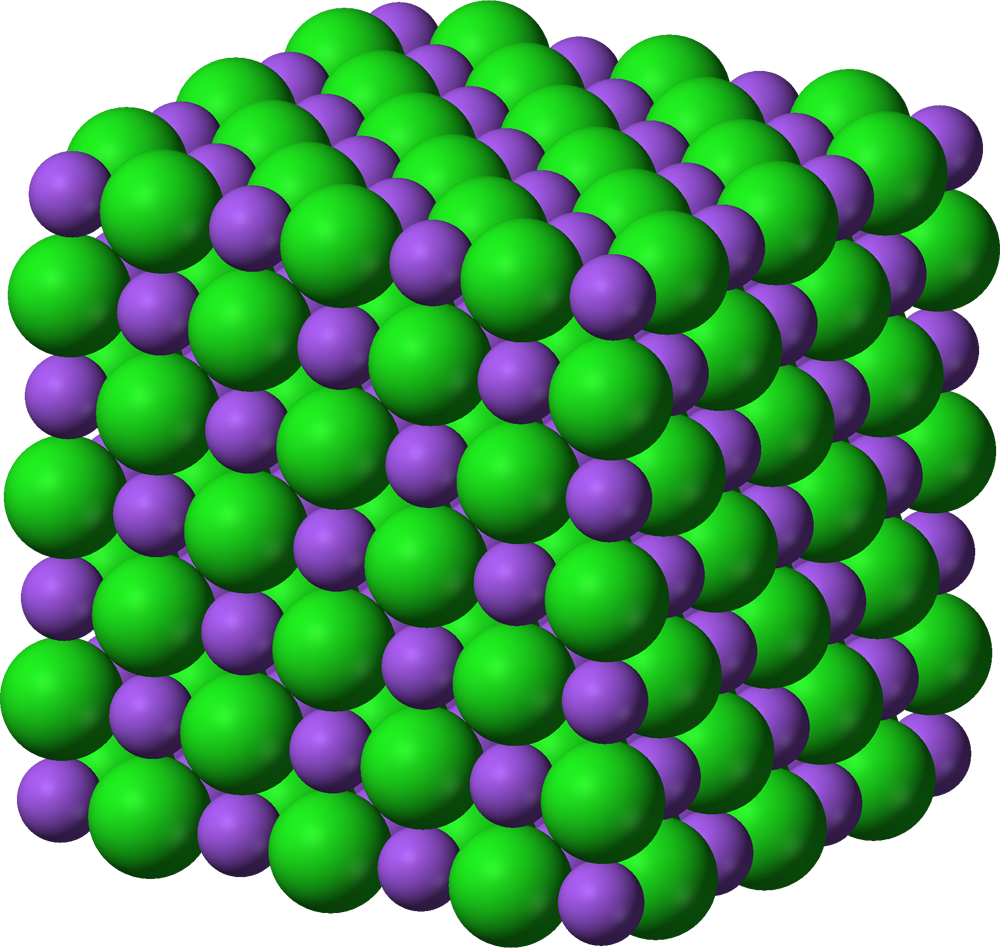
Model sieci krystalicznej NaCl, o budowie jonowej
__ Na+ __ Cl-

Sole mają zazwyczaj budowę jonową i tworzą często kryształy zawierające ułożone w sposób uporządkowany kationy i aniony, w których nie można wyróżnić pojedynczych cząsteczek soli. Znane są jednak sole o budowie kowalencyjnej, przykładowo chlorek tytanu(IV), TiCl
4.
Roztwory wodne soli mocnych kwasów i mocnych zasad mają odczyn obojętny. Sole mocnych kwasów i słabych zasad mają odczyn kwaśny, zaś sole mocnych zasad i słabych kwasów odczyn zasadowy. Sole słabych kwasów i słabych zasad mogą dawać odczyn zasadowy lub kwaśny w zależności od stałych dysocjacji danego kwasu i zasady.
Ponadto dana sól może występować w formie bezwodnej lub jako hydraty (wodziany), gdy zawiera cząsteczki wody wbudowane w sieć krystaliczną. Znane są też sole, które mają wbudowane inne cząsteczki, na przykład amoniakaty zawierające amoniak (NH
3).

## Sposoby otrzymywania soli
- wodorotlenek + kwas → sól + woda (zwana reakcją zobojętniania)
- metal + kwas → sól + wodór(↑) (dla metali szlachetnych i półszlachetnych reakcja z kwasami zachodzi zwykle według innego mechanizmu)
- tlenek zasadowy + kwas → sól + woda
- tlenek zasadowy + tlenek kwasowy → sól (dotyczy tylko soli kwasów tlenowych)
- wodorotlenek + tlenek kwasowy → sól + woda
- kwas1(rozp.) + sól1(rozp.) → sól2(*) + kwas2(*)
- sól1(rozp.) + sól2(rozp.) → sól3(*) + sól4(*)
- zasada1(rozp.) + sól1(rozp.) → wodorotlenek + sól2(*)
- metal + niemetal →(T) sól (dotyczy tylko soli kwasów beztlenowych)
- metal1 + sól1 → metal2 + sól2
- wodorotlenek amfoteryczny + zasada → sól kompleksowa
- tlenek amfoteryczny + zasada + woda → sól kompleksowa
- zasada + metal + woda → sól kompleksowa + wodór (↑)

Legenda:
(rozp.) – rozpuszczalny
(↓) – nierozpuszczalny (osad)
(↑) – produkt gazowy
(*) – przynajmniej jeden z reagentów opuszcza środowisko reakcji (↓/↑)
(T)- zachodzi pod wpływem temperatury
Przykłady
Siarczek miedzi(II)
- Cu(OH)2 + H2S → CuS↓ + 2H2O
- Cu + S → CuS
- H2S + CuCl2 → CuS↓ + 2HCl
- Na2S + CuCl2 → CuS↓ + 2NaCl

Fosforan wapnia
- 3 Ca + 2 H3PO4 → Ca3(PO4)2 + 3 H2↑
- 3 CaO + 2 H3PO4 → Ca3(PO4)2 + 3 H2O
- 3 Ca(OH)2 + 2H3PO4 → Ca3(PO4)2↓ + 6 H2O
- 6 CaO + P4O10 → 2 Ca3(PO4)2
- 6 Ca(OH)2 + P4O10 → 2Ca3(PO4)2 + 6 H2O
- 3 CaCl2 + 2 H3PO4 → Ca3(PO4)2↓ + 6 HCl
- 3 CaCl2 + 2 Na3PO4 → Ca3(PO4)2↓ + 6 NaCl

## Nazwy potoczne niektórych soli
Szereg popularnych związków chemicznych będących solami doczekało się nazw własnych: sól Bertholleta, sól czerwona, sól emska, sól glauberska, sól gorzka (sól angielska), sól kamienna, sól karlsbadzka, sól kuchenna, sól Mohra, sól Reineckego, sól Schlippego, sól Seignette’a, sól szczawikowa, sól warzona, sól żółta, saletra chilijska, sól Candlota, saletra indyjska.